# Ta-Iset
Ta-Iset (« celle d'Isis ») est une jeune fille ayant vécu dans l'Égypte antique à la fin de l'époque ptolémaïque ou au début de l'ère romaine (entre le IIIe siècle avant notre ère et le Ier siècle). Elle est conservée au musée d'art local de Rueil-Malmaison (Hauts-de-Seine).

## Historique
Cette momie fut retrouvée à Rueil-Malmaison, en banlieue parisienne, en juin 2001 lors d'une collecte d'encombrants. Sans doute sortie d’Égypte au XIXe siècle, pour le compte de collectionneurs occidentaux adeptes d’orientalisme, l'hypothèse est qu'elle est alors conservée chez des particuliers comme objet de curiosité.
Il s'agit d'une petite Égyptienne âgée de cinq ans, probablement gréco-égyptienne, de l'époque ptolémaïque, après la conquête de l'Égypte par Alexandre le Grand.

## Caractéristiques
Ta-Iset est au fond d'un cercueil en bois. Elle est enveloppée dans un drap blanc, et de bandelettes de lin. Son corps est couvert de trois pièces de cartonnage.

### Corps
Elle mesure à peine un mètre, allongée sur le dos, les jambes légèrement pliées sur le côté. Elle a été éviscérée pour être embaumée. Elle a la particularité de ne pas avoir de rotule pour une raison inconnue.

### Décor du cartonnage
Le dessus du cartonnage au niveau de la poitrine est peint d’une scène funéraire représentant la momification de Ta-Iset.
Une inscription hiéroglyphique, en colonne, invoque la protection des dieux Osiris et Ptah-Sokar-Osiris, et qu’elle est la fille d’un certain Qertcha.

## Exposition
En 2012, un projet de restauration de la momie, en vue de la présenter dans un espace du musée, est engagé. Pour cela, les bandelettes ont été repositionnées et les textiles qui l’entourent ont été consolidés et un voile de crêpe a été appliqué à l’ensemble de la momie. Les cartonnages ont également fait l’objet d’une restauration. 